# Джамбатіста Бенедетті
Джамбатіста Бенедетті (італ. Giambattista Benedetti, 14 серпня 1530, Венеція — 20 січня 1590, Турин) — італійський математик, фізик, механік.

## Біографія
Джамбатіста Бенедетті народився 14 серпня 1530 року у Венеції у заможній родині. Він навчався філософії, музиці і математиці вдома, у свого батька. Крім того, близько 1546—1548 він вивчив першу книгу Евкліда у венеціанського математика Нікколо Тартальї. В університеті не навчався.
У 1558—1566 роках був придворним математиком при дворі герцога Парми і П'яченци Оттавіо Фарнезе. Він навчав при дворі, був астрологом, надавав консультації при облаштуванні публічних місць. У Пармі Бенедетті побудував сонячний годинник для графа Джуліо Рангоне.
У 1567—1590 роках перебував на службі у герцога Савойського Еммануїла Філіберта і його наступників як математик і філософ з регулярною платнею 300 золотих скудо. Герцог савойський був зацікавлений у підвищенні рівня культури в своїй державі, і з цією метою він зібрав навколо себе вчених людей з усієї Італії. До його обов'язків входило викладання математики і природничих наук при дворі, також він був радником герцога зі справ університетів.
Він розробляв і будував фонтани.
Можливо він викладав в Туринському університеті. У Турині він також оглянув і поліпшив військові об'єкти.
Джамбатіста Бенедетті помер у Турині 20 січня 1590 року.

## Наукова діяльність

### Механіка
Праці Дж. Бенедетті вказують на те, що він мав уявлення про існування відцентрових сил і про те, що частина, що відірвалася від тіла, що обертається, продовжує рухатись по дотичній.
В його роботах вперше висловлюється теза про те, що прискорення тіл у вільному падінні є постійним і не пропорційним вазі, як говориться в традиційному аристотелівському вченні. Це відкриття зазвичай приписується Галілею, але ідея Бенедетті викликала гарячі дискусії вже серед сучасних йому вчених, що вимушило його опублікувати відповіді на отриманну критику.

### Оптика
У працях він також торкається проблем оптики, в тому числі камери-обскури.

### Астрономія
У його астрономічних працях завжди простежується зацікавлення астрологією.

### Музика
Він одним з перших почав розглядати музикальні звуки з точки зору коливань. Однак, відомі роздуми його над питаннями музики обмежуються двома листами і видаються менш важливими, ніж в інших дисциплінах.

## Твори
Першу книжку, « De resolutione», присвячену питанням геометрії, Д. Бенедетті видав у 1553 році. Питання механіки ввійшли у його другу книжку з геометрії і розглядаються також в інших працях. Після проведення астрономічних спостережень у Пармі, він опублікував працю про сонячний годинник.
Його остання робота, «Diversarum speculationum mathematicarum et physicarum», вважається однією з найбільших наукових праць перед добою Галілея. У цьому виданні містяться праці з арифметики, а також питань механіки і гідростатики, які хоча і не повністю розроблені на основі наукового методу, однак відкрили шлях до подолання арістотелевої фізики.

## Виноски
1. 1 2  VIAF — [Dublin, Ohio]: OCLC, 2003.
2. 1 2  Cappelletti V. Dizionario Biografico degli Italiani — 1966. — Vol. 8.
3. 1 2  Bibliothèque nationale de France BNF: платформа відкритих даних — 2011.
4. 1 2 3  Архів історії математики Мактьютор — 1994.
5. ↑  Deutsche Nationalbibliothek Record #118859676 // Gemeinsame Normdatei — 2012—2016.
6. ↑  Complete Dictionary of Scientific Biography — Детройт: Charles Scribner's Sons, 2008. — ISBN 978-0-684-31559-1
7. 1 2 3 4 5 6 7 8 9 10  Richard S. Westfall. Benedetti, Giovanni Battista. The Galileo Project. Rice University. Архів оригіналу за 11 серпня 2017. Процитовано листопад 2016. {{cite web}}: Зовнішнє посилання в |work= (довідка) (англ.)
8. 1 2  Giovanni Battista Benedetti. Mathematica Italiana. Centro di Ricerca Matematica "Ennio De Giorgi", Pisa. 2008-2011. Архів оригіналу за 7 березня 2016. Процитовано листопад 2016. {{cite web}}: Зовнішнє посилання в |work= (довідка) (італ.)